# Brian Key
Brian Michael Key (ur. 20 września 1947 w Darfield, zm. 20 stycznia 2016) – brytyjski polityk i samorządowiec, poseł do Parlamentu Europejskiego I kadencji.

## Życiorys
Absolwent filozofii, politologii i ekonomii na University of Liverpool. Zaangażował się w działalność polityczną w ramach Partii Pracy. Od 1973 do 1979 radny Metropolitan Borough of Barnsley. W 1979 wybrany posłem do Parlamentu Europejskiego, przystąpił do frakcji socjalistycznej. W 1984 nie kandydował ponownie, w kolejnych latach pracował w administracji lokalnej i jako audytor szkolny. Od 2011 do 2015 ponownie zasiadał w radzie Metropolitan Borough of Barnsley, po czym przeszedł na emeryturę.